# 广西对外广播电台
广西对外广播电台（英語：Guangxi Foreign Broadcasting Station）是中华人民共和国广西壮族自治区的一家官方对外广播电台，2018年并入广西广播电视台，目前使用呼号“北部湾之声”（Beibu Bay Radio）。

## 历史
- 1982年，中共中央批准并投资178万元筹建广西广播电台。这也是中华人民共和国第一家省级对外广播电台[1]。
- 1983年8月16日，电台开始转播中国国际广播电台呼号为北京广播电台的越南语节目[2]
- 1984年12月1日，呼号广西广播电台用越南语对越南正式广播，初期发射机功率15千瓦
- 1989年2月1日，增加粤语对东南亚华侨、华人广播。
- 1989年10月1日改称广西对外广播电台，但呼号不变。后改为广西对外广播电台。
- 1993年，每日播音8小時，其中越南語6小時，粵語2小時。
- 2003年8月14日，广西对外广播电台并入广西人民广播电台，对外仍称“广西对外广播电台”，内部称“广西人民广播电台对外广播编播部”[3]
- 2009年10月23日，由中国国际广播电台、广西对外广播电台联合开办的国际广播频率“广西北部湾之声”在南宁正式开播，节目采用英语、泰语、越南语、普通话、粤语广州话5种语言播音。这是中国首个区域性国际广播频率[4]。
- 2012年9月22日，由中国国际广播电台与广西人民广播电台联合建设的北部湾之声东兴工作站正式揭牌成立。当局希望工作站的成立，能成为中国对外合作的交流站，信息汇聚的中转站和边民生活的文化站，进一步丰富北部湾之声的节目，并更多地为边境民众服务。东兴国家重点开发开放试验区是中国政府批准的沿边沿海跨区域的试验区，设于中越边境[5]。
- 2018年12月14日，广电总局批复广西局，同意撤销广西人民广播电台、广西电视台、广西对外广播电台，并设立广西广播电视台。广西广播电视台保留原广西人民广播电台的综合、经济、教育、文艺、交通、旅游等六套广播节目，保留原广西电视台的综合、综艺、都市、乐思购、影视、新闻、科教、公共、移动电视及国际等十套电视节目，保留原广西对外广播电台的北部湾之声广播节目。

## 时间频率
| 时间        | 频率          | 语言         |
| 18:00-19:30 | 5050、9820kHz | 普通话       |
| 19:30-20:00 | 5050、9820kHz | 粤语         |
| 20:00-21:00 | 5050、9820kHz | 越南语       |
| 21:00-22:00 | 5050、9820kHz | 普通话、缅语 |
| 22:00-23:00 | 5050、9820kHz | 越南语       |
| 23:00-23:30 | 5050、9820kHz | 普通话       |
| 23:30-24:00 | 5050、9820kHz | 泰语         |
| 07:00-09:00 | 5050、9820kHz | 普通话       |

- 以上时间均为北京时间（UTC+8）。
- 短波发射地点为国家广播电视总局954发射台，位于南宁市西乡塘区黄屋东，功率50kW。
- 调频发射：
  - 2013年12月1日，北海市涠洲岛上转播发射机正式启播，频率FM94.7MHz，功率1kW，增强在北部湾海洋地区覆盖。
  - FM96.4MHz（主要频率），防城港市防城区，功率10kW，那梭镇南山248台。
  - FM96.4MHz（主要频率），钦州市钦南区，功率5kW，那丽镇那雾岭245台。
  - FM106.5MHz，防城港市东兴市，功率1kW，马路镇罗华顶广播电视发射台。
  - FM95.7MHz，防城港市防城区，功率0.3kW，峒中口岸峒中转播台。
  - FM88.5MHz，防城港市防城区，功率0.3kW，那垌乡里火口岸里火转播台。
  - FM95.6MHz，百色市靖西县，功率0.3kW，岳圩镇岳圩口岸。
  - FM107.2MHz，百色市靖西县，功率0.3kW，龙邦镇排干屯龙邦口岸转播台。
  - FM95.5MHz，百色市那坡县，功率1kW，百都乡唐昔村百都发射台。
  - FM101.5MHz，百色市那坡县，功率0.3kW，平孟镇平孟口岸。
  - FM100.2MHz，崇左市大新县，功率0.3kW，硕龙镇德天村硕龙口岸。
  - FM101.2MHz，崇左市龙州县，功率10kW，彬桥乡大青山。
  - FM93.4MHz，崇左市龙州县，功率1kW，水口八角山。
  - FM99.6MHz，崇左市龙州县，功率0.3kW，武德乡科甲口岸。
  - FM102.4MHz，崇左市宁明县，功率0.3kW，爱店镇爱店口岸。
  - FM89.6MHz，崇左市宁明县，功率1kW，桐棉镇桐棉口岸。
  - FM102.5MHz，崇左市凭祥市，功率3kW，凭祥镇白云山广播电视发射台。
  - FM106.4MHz，崇左市凭祥市，功率0.1kW，友谊镇浦寨口岸发射台。
- 18:30-19:00转播广西卫视《广西新闻》，19:00-19:30转播央视《新闻联播》，22:00-23:00转播中国国际广播电台越南语广播，7:00-9:00转播央视《朝闻天下》。
- 全区“广西广电网络”有线电视用户，可在机顶盒内“广播频道”处选择“北部湾之声”收听。